# 스트론티아나이트

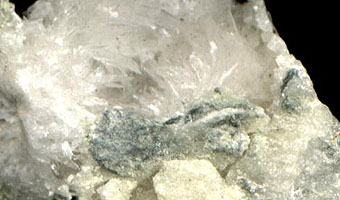

스트론티아나이트(Strontianite, SrCO3) 또는 스트론티안석은 스트론튬 추출에 중요한 원료이다. 이는 희귀한 탄산염 광물이며 몇 안 되는 스트론튬 광물 중 하나이다. 아라고나이트 그룹에 속한다.
아라고나이트 그룹 개체: 아라고나이트(CaCO3), 위더라이트(BaCO3), 스트론티아나이트(SrCO3), 세루사이트(PbCO3)
스트론티아나이트의 이상적인 공식은 SrCO3이며 몰 질량은 147.63g이지만 칼슘(Ca)은 스트론튬(Sr) 양이온의 최대 27%를 대체할 수 있고 바륨(Ba)은 최대 3.3%를 대체할 수 있다.
이 광물은 전년도에 스트론튬 원소가 발견된 스코틀랜드 아가일셔주 스트론시안이라는 지역의 이름을 따서 1791년에 명명되었다. 스트론티아나이트의 좋은 광물 표본은 드물지만 스트론튬은 지각에 370ppm(중량 기준), 87ppm(몰 기준)으로 풍부하게 존재하는 상당히 흔한 원소이다. 스트론튬은 자연에서 결코 그대로 발견되지 않는다. 주요 스트론튬 광석은 셀레스틴 SrSO4와 스트론티아나이트 SrCO3이다. 스트론튬 금속 생산의 주요 상업적 공정은 알루미늄으로 산화스트론튬을 환원시키는 것이다.